# Bobby Bell

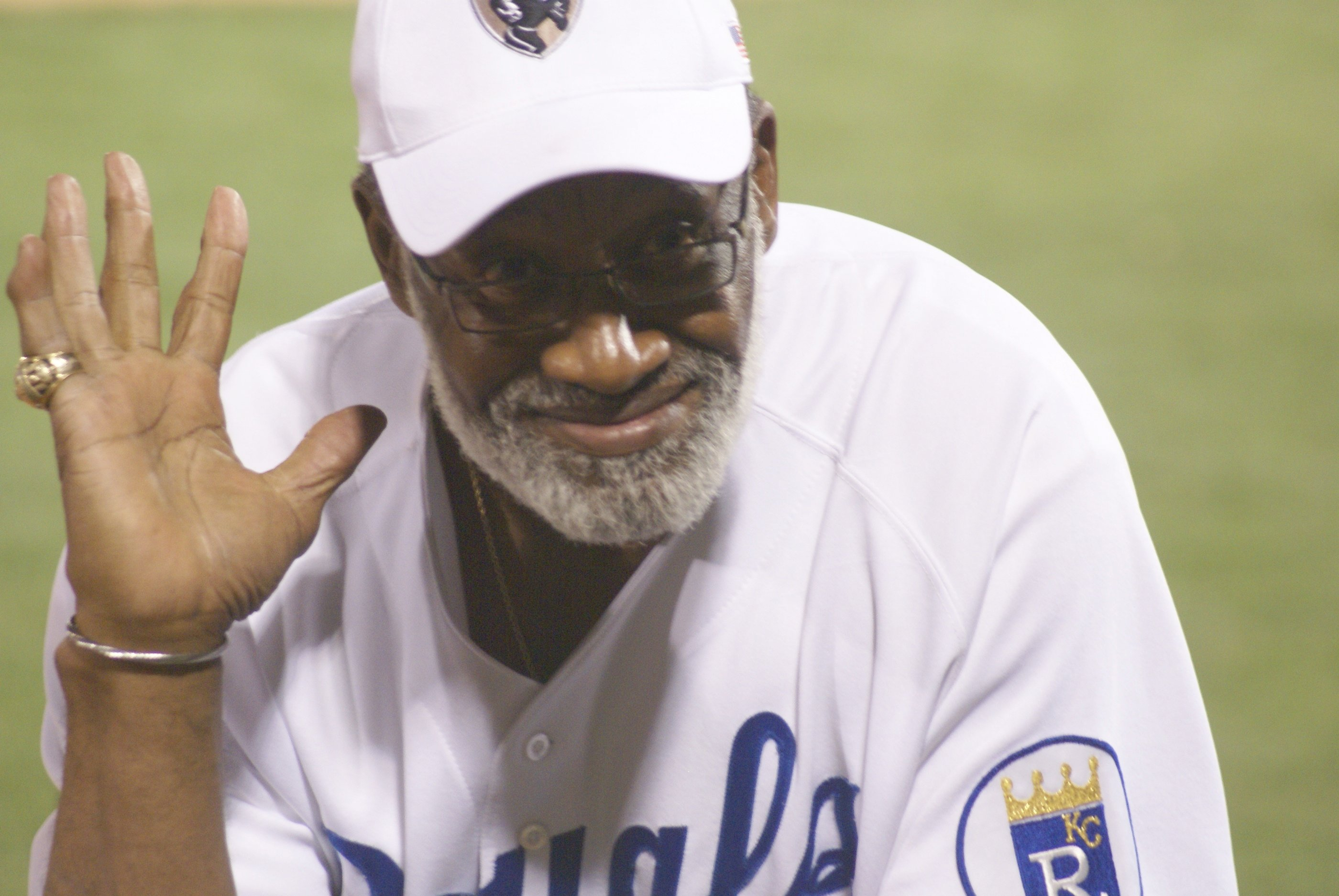
Bobby Bell

Bobby Bell é um ex-jogador profissional de futebol americano estadunidense.

## Carreira
Bobby Bell foi campeão da Super Bowl IV jogando pelo Kansas City Chiefs.